# 波霸自由
波霸自由人（Boba liberal）、波霸自由派、波霸自由主義（Boba liberalism）是歐美描述生活在西方世界且帶有明顯「自由主義」觀點的東亞或東南亞人。主要用於西方亞裔僑民，尤其是在美國。偶爾用作形容將武器化東亞或東南亞身分的保守派。這個新詞首先出現在亞裔美國人社區，用作指責波霸自由主義者透過參與進步主義的社會運動來表達自己的「自由主義」信仰，讓自己看起來更接近白人，同時忽視和淡化亞洲人的問題。
可能是新自由主義的一種形式，例如，通常支持時尚且美觀的激進主義。代表人物屬於中產階級、資產階級、小資產階級的亞裔美國人。

## 定義
「Boba liberal」一詞首次有記錄使用於2019年越南裔美國人Twitter用戶 @diaspora_is_red 指亞裔美國人以消費資本主義為中心，維護白人自由主義意識形態。
支持時尚的激進主義。指亞洲人鸚鵡學舌、人云亦云，複製白人自由主義者的觀點。利用微妙的亞洲特徵、刻板印象代表亞裔。淡化亞裔僑民實際問題。會討論頭髮戴筷子是否屬於文化挪用，但忽視平等、公義、全球化的話題。
通常被認為是中上階層的「cishet」，即順性別異性戀。觀點有限，排斥異己，排擠不守自己標準的亞裔美國人。
波霸自由主義者的亞洲身份明顯違背了其渴望成為白人的目標，動輒得咎為膚淺。因此利用「喜歡波霸奶茶」等亞洲刻板印象和表面特徵出現了「波霸自由」一詞。
雖然術語用了「自由主義」一詞，但術語並不排斥保守主義等特定意識形態。可以包括保守派亞洲人，例如維護「模範少數族裔」標籤的亞裔。

## 外部連結
- Why I Hate Subtle Asian Traits （页面存档备份，存于） by Sarah Mae Dizon （2020 年 8 月 30 日）。

## 進一步閱讀
- Phruksachart, Melissa. . Film Quarterly. 1 March 2020, 73 (3): 59–65  [13 February 2022]. S2CID 214411799. doi:10.1525/fq.2020.73.3.59. （原始内容存档于2024-05-14）.